# Americhernes reductus
Espèce
Americhernes reductus est une espèce de pseudoscorpions de la famille des Chernetidae.

## Distribution
Cette espèce se rencontre aux États-Unis en Floride dans les Keys et au Belize.

## Description
Les mâles mesurent de 1,7 à 2,25 mm et les femelles de 2,0 à 2,7 mm.

## Publication originale
- Muchmore, 1976 : Pseudoscorpions from Florida and the Caribbean area. 5. Americhernes, a new genus based upon Chelifer oblongus Say (Chernetidae). Florida Entomologist, vol. 59, no 2, p. 151-163 (texte intégral).